# Drogi rejonu rudniańskiego w obwodzie smoleńskim
Drogi rejonu rudniańskiego w obwodzie smoleńskim w Rosji to: 1 droga federalna R120 i 36 dróg regionalnych: 1 (66A) łącząca rejon z granicą Białorusi, 3 (66K) międzyregionalne i 32 (66N) lokalne (wewnątrzrejonowe). Poza granicami rejonu, ale w bliskim sąsiedztwie południowej granicy tegoż, znajduje się droga magistralna M1 (Moskwa – Smoleńsk – granica Rosji z Białorusią).

## Drogi federalne
| Symbol drogi | Drogi na mapie europejskiej części Rosji | Obwody                          | Przebieg | Długość całkowita (km) | Długość w rejonie (km) | Uwagi |
| ------------ | ---------------------------------------- | ------------------------------- | --- | ---------------------- | ---------------------- | ----- |
| R120         | R-120 na mapie europejskiej części Rosji | orłowski · briański · smoleński | • Orzeł • Briańsk • A130 • Rosław • Smoleńsk • trasa europejska E30 • Rudnia • granica z Białorusią (potem biał. R21 na Łoźną, Witebsk) | 406                    | 42                     |       |

## Drogi regionalne łączące z granicą państwa
| Symbol drogi | Drogi na mapie rejonu rudniańskiego: droga łącząca z granicą R120 (Orzeł – Briańsk – Rosław – Smoleńsk – Rudnia – granica M1 (Dubrowo / 66K-30 – granica Białorusi) 66K-28 (Rudnia – 66K-11 / Diemidow) 66K-30 (Diemidow / 66K-11 – Ponizowje – Zaozierje / 66K-28) 66K-31 (R120 / Płoskoje – Komissarowo / M1) | Przebieg                                                          | Długość (km) | Uwagi |
| ------------ | --- | ----------------------------------------------------------------- | ------------ | ----- |
| 66A-4        | 66A-4 na mapie rejonu rudniańskiego | • Dubrowo / 66K-30 • Uzgorki • granica Białorusi / biał. Kałyszki | 11,45        |       |

## Drogi regionalne (międzyrejonowe)
| Symbol drogi | Drogi na mapie obwodu smoleńskiego: Droga regionalna M1 (Moskwa – Smoleńsk – granica z Białorusią A130 (Moskwa – Rosław – białoruska granica) R120 (Orzeł – Briańsk – Smoleńsk – granica Rosji) | Rejony                 | Przebieg | Długość całkowita (km) | Długość w rejonie (km) | Uwagi |
| ------------ | --- | ---------------------- | --- | ---------------------- | ---------------------- | ----- |
| 66K-28       | 66K-28 | diemidowski rudniański | R120 – Rudnia – R120 / Diemidow | 43,6                   | 17,7                   |       |
| 66K-30       | 66K-30 | diemidowski rudniański | Diemidow / 66K-11 – Ponizowje – Zaozierje / 66K-28 | 58,5                   | 37,7                   |       |
| 66K-31       | 66K-31 | rudniański krasninski  | • R120 / Płoskoje • przystanek kolejowy Płoskaja (1,4 km) • Koncy (3,8 km) • Morozowka (11,2 km) / Osiapy (11,5 km) • Ignatowka (13,5) • Priwolje (16,9 km) • Ordowka (20,5 km) • Moskalenki (23,9) • Komissarowo / M1 / Czernysz | 26,2                   | 22,7                   |       |

## Drogi regionalne (wewnątrzrejonowe)
| Symbol drogi | Drogi na mapie rejonu rudniańskiego: droga wewnątrzrejonowa R120 (Orzeł – Briańsk – Rosław – Smoleńsk – Rudnia – granica M1 (Dubrowo / 66K-30 – granica Białorusi) 66K-28 (Rudnia – 66K-11 / Diemidow) 66K-30 (Diemidow / 66K-11 – Ponizowje – Zaozierje / 66K-28) 66K-31 (R120 / Płoskoje – Komissarowo / M1) | Przebieg                                       | Długość (km) | Uwagi |
| ------------ | --- | ---------------------------------------------- | ------------ | ----- |
| 66N-1605     | 66N-1605 na mapie rejonu rudniańskiego | Ponizowje – Nikoncy                            | 16           |       |
| 66N-1606     | 66N-1606 na mapie rejonu rudniańskiego | 66N-1605 – Borki                               | 5,82         |       |
| 66N-1607     | 66N-1607 na mapie rejonu rudniańskiego | Ponizowje / 66N-1605 – Koszewiczi              | 9,5          |       |
| 66N-1608     | 66N-1608 na mapie rejonu rudniańskiego | R120 / Rudnia – Lubawiczi – Wołkowo            | 23,8         |       |
| 66N-1609     | 66N-1609 na mapie rejonu rudniańskiego | R120 – Stai – Zaborje                          | 11,1         |       |
| 66N-1610     | 66N-1610 na mapie rejonu rudniańskiego | 66K-30 – Szmyri                                | 12,83        |       |
| 66N-1611     | 66N-1611 na mapie rejonu rudniańskiego | R120 – Leszno – Rokot                          | 12,02        |       |
| 66N-1612     | 66N-1612 na mapie rejonu rudniańskiego | 66N-1608 / Lubawiczi – Szyłowo – Izubri        | 10,3         |       |
| 66N-1613     | 66N-1613 na mapie rejonu rudniańskiego | Krugłowka / R120 – Mogilno – Odrino            | 17,5         |       |
| 66N-1614     | 66N-1614 na mapie rejonu rudniańskiego | 66N-1608 / Centnierowka – Kazimirowo – Szyłowo | 15,36        |       |
| 66N-1615     | 66N-1615 na mapie rejonu rudniańskiego | 66K-28 – Pieriewołoczje – Mikulino             | 6,18         |       |
| 66N-1616     | 66N-1616 na mapie rejonu rudniańskiego | R120 – Czistik                                 | 3,5          |       |
| 66N-1617     | 66N-1617 na mapie rejonu rudniańskiego | 66N-1608 / Lubawiczi – Czuszai                 | 4,69         |       |
| 66N-1618     | 66N-1618 na mapie rejonu rudniańskiego | 66K-30 – Dubrowka                              | 8,43         |       |
| 66N-1619     | 66N-1619 na mapie rejonu rudniańskiego | 66N-1608 / Wołkowo – Zarieczje – Driagili      | 7,4          |       |
| 66N-1620     | 66N-1620 na mapie rejonu rudniańskiego | 66K-28 – Timoszenki – Kartaszewiczi            | 11,33        |       |
| 66N-1621     | 66N-1621 na mapie rejonu rudniańskiego | Szubki / 66N-1608 – 66N-1614 / Bystrowka       | 2,59         |       |
| 66N-1622     | 66N-1622 na mapie rejonu rudniańskiego | 66K-30 – Bojarszczina                          | 1,5          |       |
| 66N-1623     | 66N-1623 na mapie rejonu rudniańskiego | 66K-30 – Klarinowo                             | 1,55         |       |
| 66N-1624     | 66N-1624 na mapie rejonu rudniańskiego | 66K-30 – Niwki                                 | 3,09         |       |
| 66N-1625     | 66N-1625 na mapie rejonu rudniańskiego | 66K-31 – Sutoki                                | 2,5          |       |
| 66N-1626     | 66N-1626 na mapie rejonu rudniańskiego | R120 / Gołynki – Tietieri                      | 1,5          |       |
| 66N-1627     | 66N-1627 na mapie rejonu rudniańskiego | Bratyszki / 66N-1610 – Babotki                 | 4,56         |       |
| 66N-1628     | 66N-1628 na mapie rejonu rudniańskiego | 66N-1611 / Leszno – Molewo                     | 5,15         |       |
| 66N-1629     | 66N-1629 na mapie rejonu rudniańskiego | Pieriewołoczje / 66N-1615 – Samsoncy           | 3,4          |       |
| 66N-1630     | 66N-1630 na mapie rejonu rudniańskiego | 66A-4 – Rodźkino                               | 4,5          |       |
| 66N-1631     | 66N-1631 na mapie rejonu rudniańskiego | 66A-4 – Pieczki                                | 2,12         |       |
| 66N-1632     | 66N-1632 na mapie rejonu rudniańskiego | 66N-1605 – Łużki                               | 1,7          |       |
| 66N-1633     | 66N-1633 na mapie rejonu rudniańskiego | 66N-1614 – Korolewo                            | 1,9          |       |
| 66N-1634     | 66N-1634 na mapie rejonu rudniańskiego | Koszewiczi – Obrok                             | 7,4          |       |
| 66N-1635     | 66N-1635 na mapie rejonu rudniańskiego | 66N-1613 – Tur                                 | 3,7          |       |
| 66N-1636     | 66N-1636 na mapie rejonu rudniańskiego | 66K-31 – Staszki                               | 1,71         |       |